# Luang Namtha

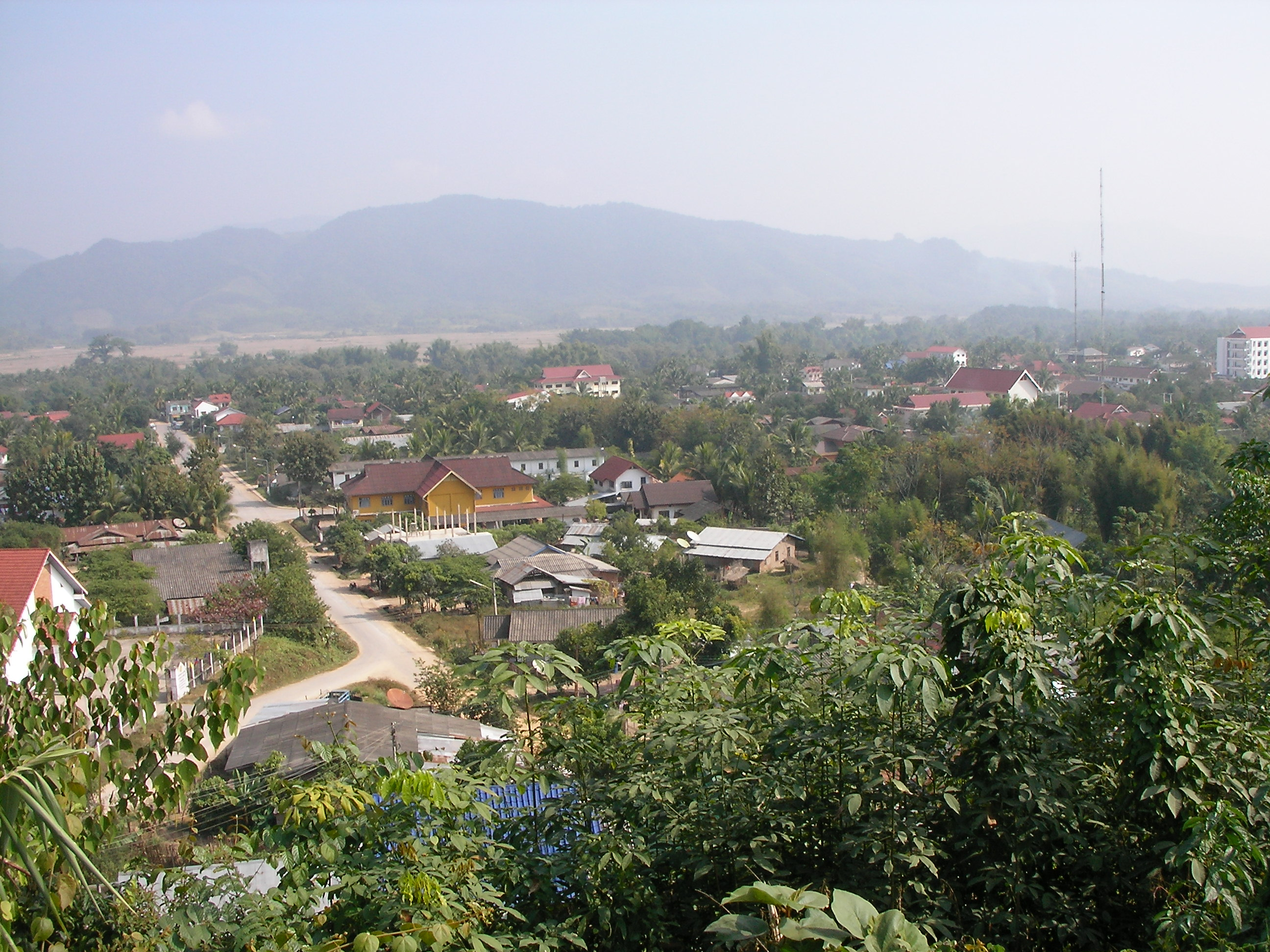
Luang Namtha, von Nordwesten aus gesehen (2008)

Luang Namtha (Lao: ຫລວງນໍ້າທາ, auch Louang Namtha oder Luang Nam Tha) ist eine Kleinstadt im nördlichen Laos. Sie ist Verwaltungssitz der gleichnamigen Provinz und des Distriktes Namtha. Der Ort ist nach dem Fluss Tha (Nam Tha), an dem er liegt, benannt.

## Einwohner und Stadtgliederung
In Luang Namtha selbst leben nur etwa 3200 bis 3600 Einwohner, in der Umgebung ungefähr 35.000. Da der Norden des Landes nur gering besiedelt ist, zählt der Ort trotz der geringen Einwohnerzahl zu den größten Städten in Nord-Laos.
Nachdem die Stadt im Zweiten Indochinakrieg fast vollständig zerstört wurde und aufgrund ihrer Lage direkt am Flussufer Probleme mit Überschwemmungen hatte, wurde der Großteil der Siedlung 1976 nach der kommunistischen Machtübernahme 7 km weiter nördlich auf höherem Gelände neu aufgebaut. Aus diesem Grund besitzt das moderne Luang Namtha zwei räumlich getrennte Stadtteile: der neu errichtete, nördliche Stadtbezirk, wo sich die meisten Behörden, Unternehmen, touristischen Unterkünfte und Einkaufsmöglichkeiten befinden, und die tiefer gelegene, in erster Linie als Wohngebiet dienende Altstadt im Süden.

## Klima
|                       | Jan  | Feb  | Mär  | Apr   | Mai   | Jun   | Jul   | Aug   | Sep   | Okt   | Nov  | Dez  |   |         |
| Mittl. Tagesmax. (°C) | 26,4 | 28,7 | 31,1 | 32,3  | 31,4  | 31,0  | 30,0  | 30,0  | 35,0  | 29,6  | 27,3 | 25,0 | ⌀ | 29,8    |
| Mittl. Tagesmin. (°C) | 12,8 | 12,7 | 15,1 | 19,0  | 21,6  | 23,1  | 23,1  | 22,9  | 21,7  | 20,1  | 16,6 | 14,0 | ⌀ | 18,6    |
|                       |      |      |      |       |       |       |       |       |       |       |      |      |   |         |
| Niederschlag (mm)     | 17,0 | 32,8 | 67,8 | 107,0 | 232,1 | 192,9 | 326,0 | 278,5 | 168,9 | 119,9 | 45,9 | 34,9 | Σ | 1.623,7 |
|                       |      |      |      |       |       |       |       |       |       |       |      |      |   |         |
| Regentage (d)         | 5    | 4    | 7    | 11    | 18    | 20    | 24    | 24    | 15    | 11    | 7    | 7    | Σ | 153     |

| 12,8 |

| 12,7 |

| 15,1 |

| 19,0 |

| 21,6 |

| 23,1 |

| 23,1 |

| 22,9 |

| 21,7 |

| 20,1 |

| 16,6 |

| 14,0 |

| 12,8 |

| 12,7 |

| 15,1 |

| 19,0 |

| 21,6 |

| 23,1 |

| 23,1 |

| 22,9 |

| 21,7 |

| 20,1 |

| 16,6 |

| 14,0 |

| N i e d e r s c h l a g | 17,0 | 32,8 | 67,8 | 107,0 | 232,1 | 192,9 | 326,0 | 278,5 | 168,9 | 119,9 | 45,9 | 34,9 |
|                         | Jan  | Feb  | Mär  | Apr   | Mai   | Jun   | Jul   | Aug   | Sep   | Okt   | Nov  | Dez  |

## Verkehr und Wirtschaft
Von Bedeutung ist Luang Namtha als wichtiger Verkehrsknotenpunkt: in der Stadt treffen die Straßen aus Muang Sing (im Nordwesten), Boten an der chinesischen Grenze (im Nordosten) bzw. Muang Xay (im Südosten) sowie Ban Houayxay an der thailändischen Grenze (im Südwesten) zusammen. Die Straßenverbindung von Boten nach Ban Houayxay (Nationalstraße 13 und Nationalstraße 3) ist der laotische Abschnitt des Kunming-Bangkok Expressway, der wiederum einen Teil der asiatischen Fernstraße AH3 darstellt.
Des Weiteren verfügt die Stadt über einen kleineren Flughafen, der zwischen den beiden Stadtteilen liegt und in erster Linie von Vientiane aus angeflogen wird.
Bei ausreichendem Wasserstand verkehren außerdem Boote auf dem Nam Tha bis zur Mündung in den Mekong bei Pak Tha.
Bedeutende Wirtschaftszweige Luang Namthas sind vor allem der Handel entlang der Nationalstraße 3 sowie Ökotourismus aufgrund des nahen Naturschutzgebietes Nam Ha. Die Bewohner der umliegenden Dörfer leben, neben der traditionellen Landwirtschaft, von der Herstellung von Papier, Seide und anderen Handwerksprodukten. Die Stadt verfügt über einen Nachtmarkt.

## Kultur und Sehenswürdigkeiten
Im Ort (bzw. in der näheren Umgebung) gibt es zwei buddhistische Tempel, Wat Ban Luang Khon und Wat Ban Vieng Tai, die in den 1950er-Jahren errichtet wurden. 3 bis 4 km westlich des Flughafens befindet sich auf einem Hügel der architektonisch interessante, zum Teil überwucherte Ziegelstupa That Phum Phuk, der angeblich im 17. Jahrhundert gebaut, im 19. Jahrhundert restauriert und während des Krieges von einer Bombe getroffen wurde. Neben dem Stupa befindet sich eine Stele mit altlaotischer Beschriftung und ein moderner Nachbau.
Beim Dorf Ban Nam Di findet sich ein kleinerer Wasserfall. Nördlich, westlich und südlich Luang Namthas beginnt das ausgedehnte Naturschutzgebiet Nam Ha.
Im neuen Teil der Stadt steht das Luang-Namtha-Museum, ein Regionalmuseum, das neben historischen Funden (wie Bronzetrommeln und Keramikwaren) sowie Buddhastatuen auch eine Ausstellung zum Verlauf der kommunistischen Revolution besitzt.